# Dolby Surround 7.1
Il Dolby Surround 7.1 è un sistema audio di Dolby Laboratories che fornisce audio surround 7.1 teatrale ai cinefili. Aggiunge due nuovi canali all'attuale Dolby Digital 5.1. Il primo film con Dolby Surround 7.1 è stato Toy Story 3 del 2010 di Disney e Pixar. Mentre la maggior parte dei teatri di tutto il mondo oggi, espone ancora principalmente in Dolby Digital; praticamente tutti i film usciti, alla fine del 2017, vengono mixati in Dolby Surround 7.1.

Dolby 7.1 è esposto principalmente in formati premium per grandi schermi, come AMC ETX, Cinemark XD e Dolby Cinema.